# Melvin Holwijn
Melvin Holwijn (* 2. Januar 1980 in Amsterdam) ist ein niederländischer Fußballspieler.
Holwijn durchlief die Jugendschule bei Ajax Amsterdam und wechselte 1998 in die U19-Mannschaft von Stormvogels Telstar, wo er ein Jahr später in die erste Mannschaft aufrückte.
Von 2003 bis 2005 spielte er beim griechischen Verein Iraklis Thessaloniki und wechselte dann zurück in die Niederlande zum SC Cambuur-Leeuwarden. 2006 schloss er sich erneut dem niederländischen Zweitligisten SC Telstar aus IJmuiden an.
Im August 2009 wechselte er zum Drittligisten FC Carl Zeiss Jena, bei dem er einen Vertrag bis Sommer 2010 unterschrieb. Nachdem sein Vertrag nicht verlängert worden war, schloss er sich, nach zuvor erfolglosem Probetraining beim deutschen Zweitligaabsteiger Hansa Rostock, wieder seinem früheren Verein SC Telstar an und spielt fortan wieder im TATA Steel Stadion im Sportpark Schoonenberg.